# Karel Jaroslav Maška

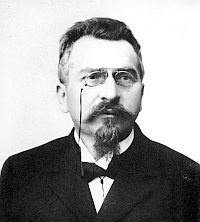
Karl Jaroslav Maška

Karel Jaroslav Maška (* 28. August 1851 in Blanz, Markgrafschaft Mähren, Kaisertum Österreich; † 6. Februar 1916 in Brünn, Österreich-Ungarn) war Direktor der Realschule in Teltsch, Naturforscher und Prähistoriker.

## Leben
Maška besuchte die Realschule in Brünn und studierte anschließend an der Technischen Hochschule Brünn und der Technischen Hochschule Wien Mathematik. Nach Abschluss des Studiums wirkte er als Lehrer in Iglau, Znaim und ab 1878 in Neu Titschein. 1892 wurde er zum Direktor der Realschule in Teltsch ernannt.
Neben dem Schuldienst widmete sich Maška der archäologischen Erforschung seiner Umgebung. In der Höhle Šipka in Stramberg fand er am 26. August 1880 den Unterkiefer eines Urmenschen, den so genannten Šipka-Kiefer, der die Aufmerksamkeit der internationalen Forschung auf sich zog. In den folgenden Jahren gelangen  Maška noch weitere bedeutende vorgeschichtliche Archäologischer Funde. Zwischen 1879 und 1913 veröffentlichte er 79 Forschungsbeiträge, teils auf Deutsch, teils auf Tschechisch.
Wegen des Ersten Weltkriegs trat Maška erst 1915 in den Ruhestand und siedelte nach Brünn über. Nach seinem zweiten Schlaganfall starb er am 6. Februar 1916.